# 譚世秀
譚世秀（1923年—1999年1月6日），京劇鼓師，富連成科班世字科出身，長期在北京京劇院及前身北京京劇團工作。
與馬連良、裘盛戎、馬長禮、譚元壽等京劇表演藝術家合作多年。
京劇司鼓（打鼓）作品很多，包括列進8個樣板戲裡面的現代京劇（京劇現代戲）《沙家浜》（打甲組和電影版的鼓），還有拍成彩色京劇電影的《群英會》（與庚金群分任鼓師）、《秦香蓮》（與金瑞林分任鼓師）等新編古裝京劇。
裘盛戎的鼓師原請張繼武，張退休后，改譚世秀打。
香港中樂團署理樂團首席閻學敏是他的京劇打擊樂學生。